# Popillia latimaculata
Popillia latimaculata är en skalbaggsart som beskrevs av Shuhei Nomura 1970. Popillia latimaculata ingår i släktet Popillia och familjen Rutelidae. Inga underarter finns listade i Catalogue of Life.